# Lewis-schaakstukken

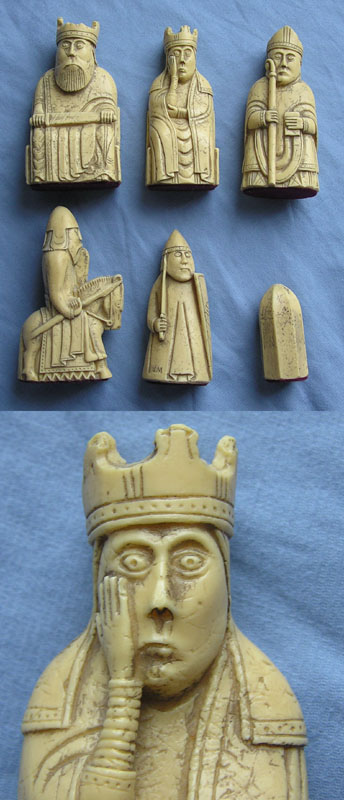
De Lewis-schaakstukken (replica's)

De Lewis-schaakstukken zijn 79 schaakstukken van walrusivoor uit de 12e eeuw. Ze zijn vermoedelijk in Noorwegen of IJsland gemaakt en circa 1830 ontdekt op het Schotse eiland Lewis in de Buiten-Hebriden. Het zijn de best bewaard gebleven middeleeuwse schaakstukken en voorbeelden van romaanse ivoorsnijkunst van de allerhoogste kwaliteit. Lewis-schaakstukken zijn tegenwoordig te zien in het British Museum en het National Museum of Scotland.

## De schaakstukken
De Lewis-schaakstukken zijn gemaakt van walrusivoor en walvis-tanden afkomstig van West-Groenland. Ze zijn vervaardigd in de romaanse stijl. Er zijn 79 stukken bewaard gebleven die tot vier verschillende schaakspellen behoren; twee spellen zijn compleet. In totaal zijn er acht koningen, acht dames, zestien lopers, vijftien paarden, dertien torens en negentien pionnen bekend.
Alle stukken zijn weergegeven als menselijke figuren, behalve de pionnen, die op grensstenen lijken. De paarden zijn ridders te paard. Enkele torens zijn weergegeven als berserkers die met een wilde blik in hun schilden bijten. De meeste andere stukken hebben naar moderne maatstaven een enigszins bezorgde gezichtsuitdrukking; voor middeleeuwers zouden zij echter wijsheid en bezonnenheid uitstralen.
Kledij, wapens en attributen zijn tot in het kleinste detail afgebeeld: de koningen en de dames zitten op versierde tronen en dragen lange gewaden, de lopers zijn uitgerust met een bisschopsmijter, een bisschopsstaf en een bijbel, terwijl de paarden voorzien zijn van een ridder in volledige uitrusting (een zwaard en schild). De lopers zijn van alle stukken het grootst: tot 10,2 cm hoog. Enkele stukken waren oorspronkelijk rood beschilderd; dit wijst erop dat het schaakbord in witte en rode vlakken was verdeeld. De zwart-wit verdeling was toen blijkbaar nog niet gebruikelijk.

## Oorsprong
De meest gangbare theorie was lange tijd dat de schaakstukken vermoedelijk in de tweede helft van de twaalfde eeuw in Noorwegen zijn gemaakt; in Trondheim is een vergelijkbaar stuk ontdekt. Er is echter ook een theorie dat ze in IJsland zijn gemaakt, mogelijk door de ivoorsnijdster Margrét oddhaga, die rond 1200 leefde.
In deze tijd kwam het schaken vanuit Arabië via Sicilië en Spanje naar Europa. De Vikingen dreven rond de Middellandse Zee handel met de Arabieren en introduceerden het schaakspel al vroeg in Scandinavië. In de Vogezen zijn Scandinavische schaakstukken uit de tiende eeuw gevonden; deze lijken echter nog erg op de oorspronkelijke Arabische stukken. De Lewis-schaakstukken zijn het eerste schaakspel met een volledig Europees signatuur; de loper is bijvoorbeeld al als bisschop afgebeeld en niet meer als olifant zoals in de Arabische wereld gebruikelijk was.

## Ontdekking en tentoonstelling

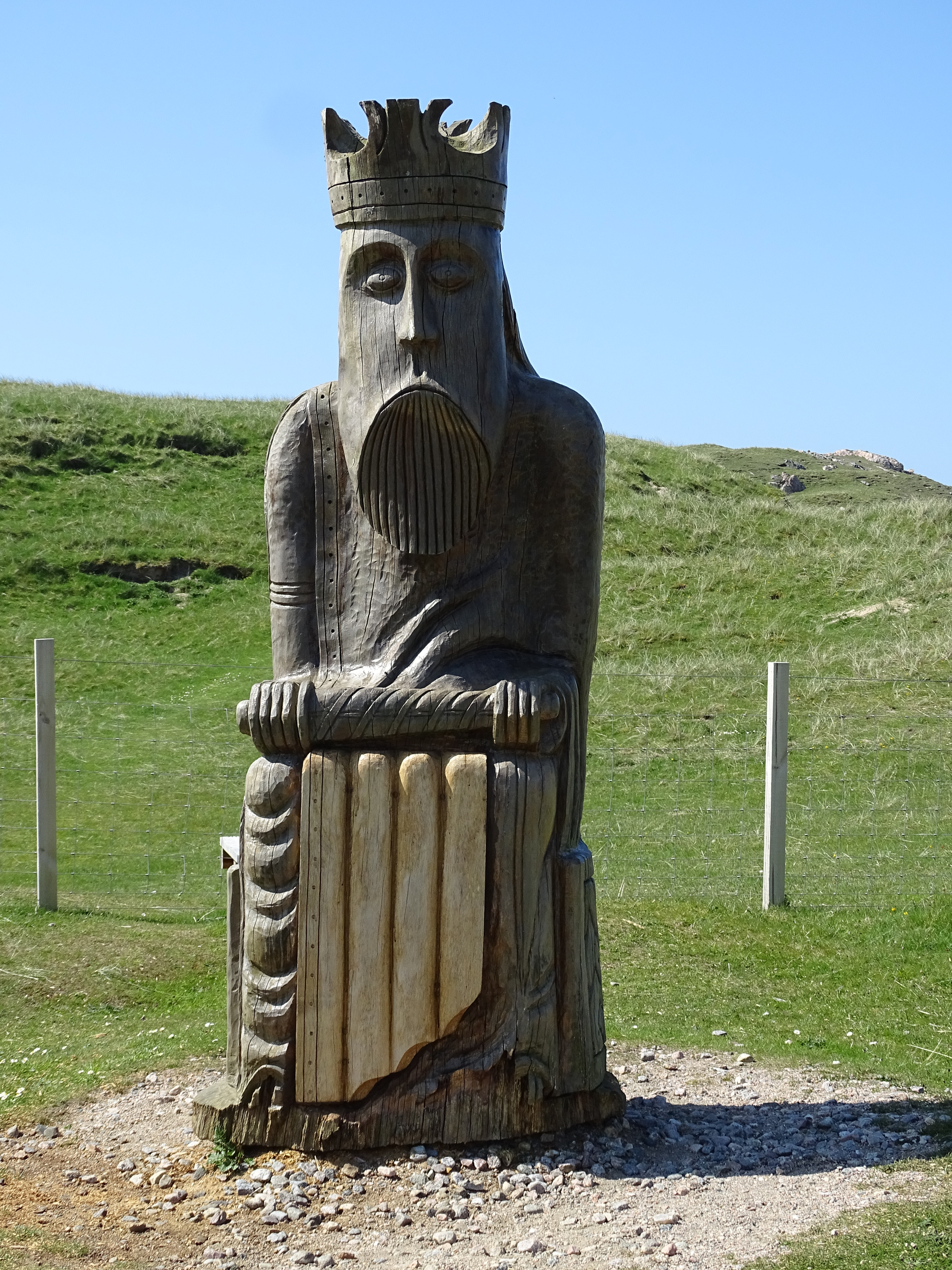
Een houten sculptuur bij de baai van Uig op het eiland Lewis markeert de vindplaats van de schaakstukken

De stukken zijn gevonden op het eiland Lewis; het is onbekend hoe ze daar terecht zijn gekomen. Lewis ligt aan de noordelijke rand van de Buiten-Hebriden die in de 12e en 13e eeuw bij het Noorse koninkrijk hoorden. Men neemt aan dat de schaakstukken in deze periode door een Noorse handelaar op Lewis zijn verborgen.

Ook over de ontdekking van de stukken is veel onduidelijk. Ze zouden rond 1830 in de baai van Uig aan de westkust van Lewis gevonden zijn in een kleine gemetselde ruimte in een zandbank. Er zijn geen bronnen uit die tijd die betrouwbare informatie geven over hoe, door wie en wanneer ze precies zijn ontdekt; wel circuleren er verschillende legenden en geruchten.  Behalve de schaakstukken werden er ook veertien tabulastenen en een gesp gevonden. Vast staat dat de stukken op 11 april 1831 tijdens een bijeenkomst van de Society of Antiquaries of Scotland voor het eerst zijn tentoongesteld.

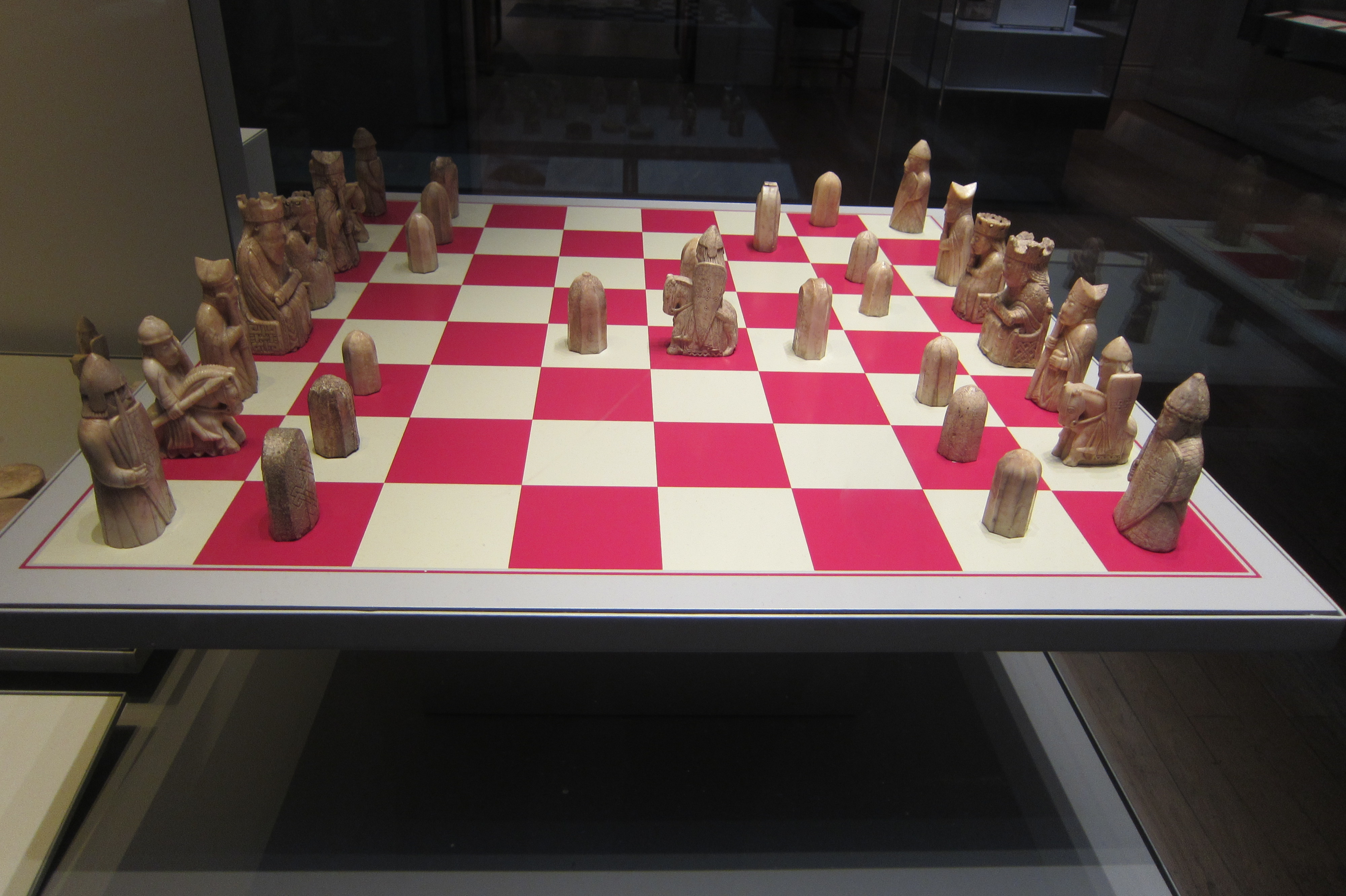
Lewis schaakstukken op rode en witte velden, British Museum, Londen

De schaakstukken zijn al snel na die eerste tentoonstelling opgedeeld. De schilder Charles Kirkpatrick Sharpe kocht tien stukken. Het British Museum kocht 67 schaakstukken, de tabulastenen en de gesp voor een bedrag van 84 Britse Pond. Sharpe vond later zelf nog een stuk en verkocht zijn collectie van elf stukken uiteindelijk aan de verzamelaar Lord Londesborough. In 1888 werden deze stukken aangekocht door de Society of Antiquaries of Scotland die ze overdroeg aan het Royal Museum in Edinburgh, tegenwoordig het National Museum of Scotland.
Een ivoren beeldje dat sinds 1964 eigendom was van een familie uit Edinburgh bleek in 2019 na onderzoek door veilinghuis Sotheby's een Lewis-schaakstuk te zijn. Het was mogelijk deel van een van de incomplete schaakspelen en is rond 1831 bij de opdeling en verkoop van de stukken uit zicht geraakt. Dit stuk, een toren, bracht bij verkoop 735.000 Britse pond op.

## Lewis-schaakstukken en de politiek
De Lewis-schaakstukken zijn inzet geweest van politieke discussies. Alex Salmond pleitte er als leider van de Schotse Nationalistische Partij voor dat meer stukken permanent in Schotland te zien zouden moeten zijn. Het British Museum organiseerde in reactie hierop een rondreizende expositie door Schotland van 25 schaakstukken uit hun collectie. In 2012 werd afgesproken dat zes stukken uit het British Museum permanent in bruikleen zouden worden gegeven aan het museum in Stornoway, de grootste stad op Lewis. Ten tijde van het referendum over Schotse onafhankelijkheid in 2014 werd de verdeling van de Lewis-schaakstukken genoemd als een van de onderwerpen waarover bij onafhankelijkheid apart onderhandeld zou moeten worden.

## Trivia
De schaakstukken komen in een aantal films voor: Het zevende zegel van Ingmar Bergman,  The lion in Winter, Harry Potter en de steen der wijzen en Brave.

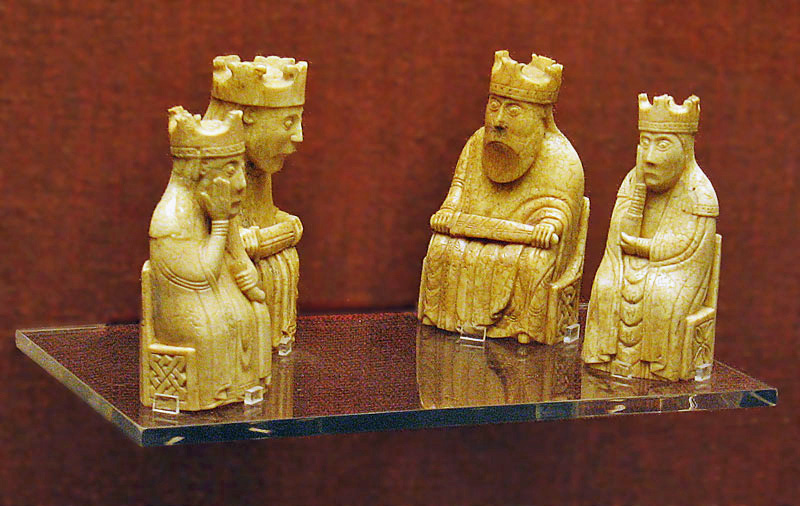
Twee koningen en dames (British Museum)
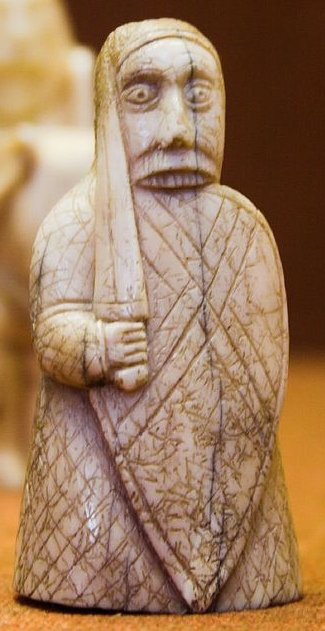
Berserker (toren)
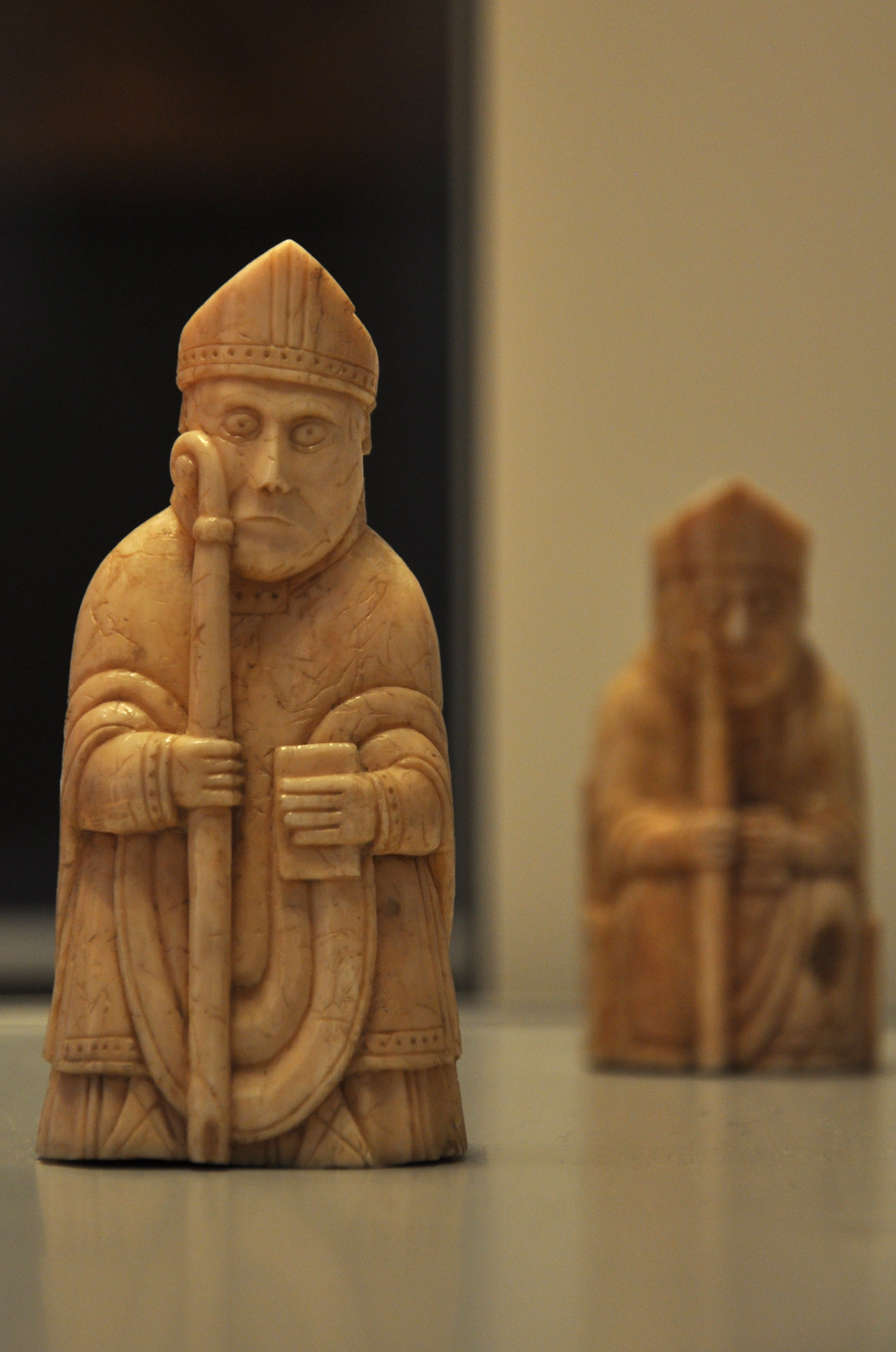
Loper
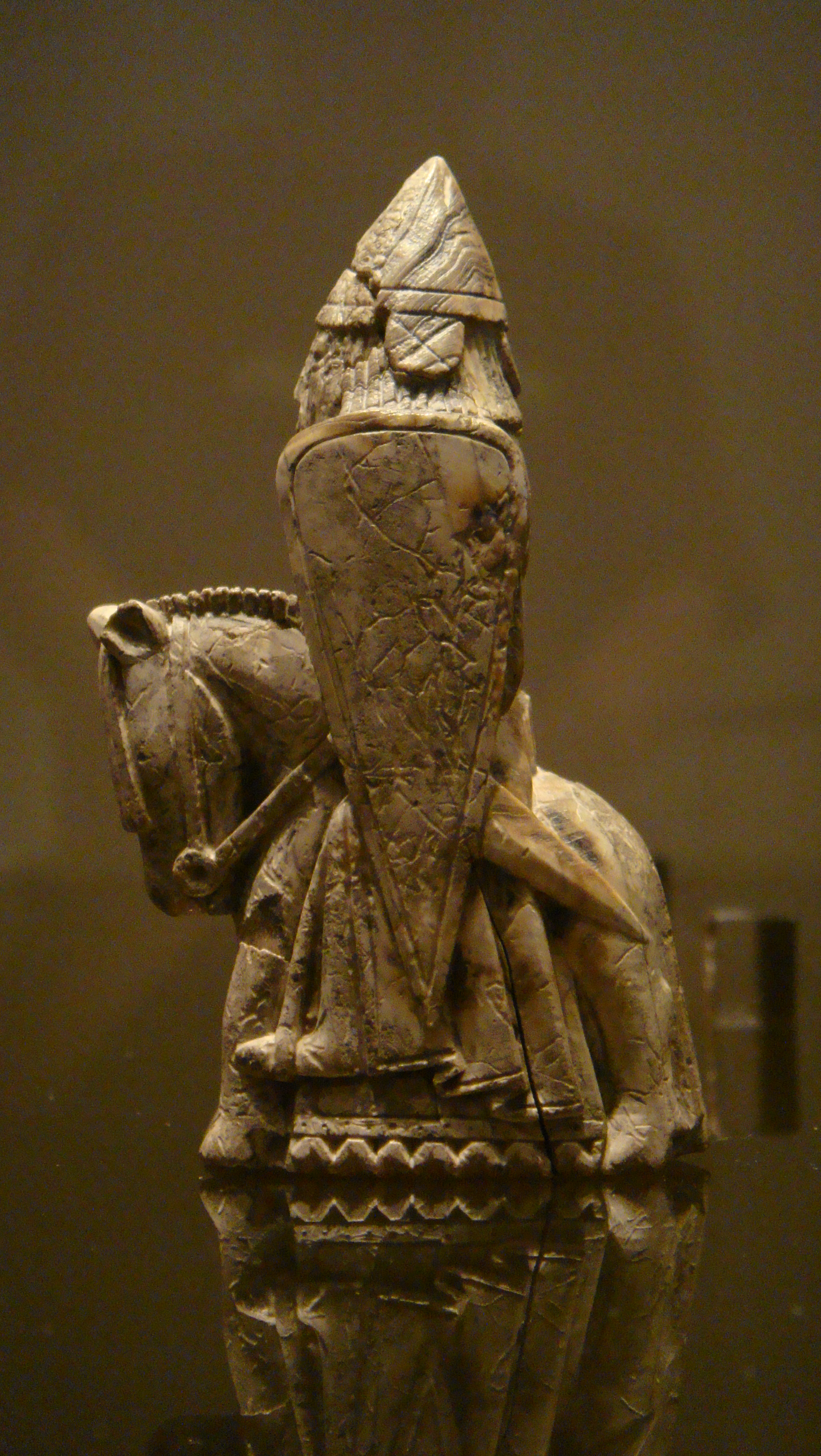
Paard
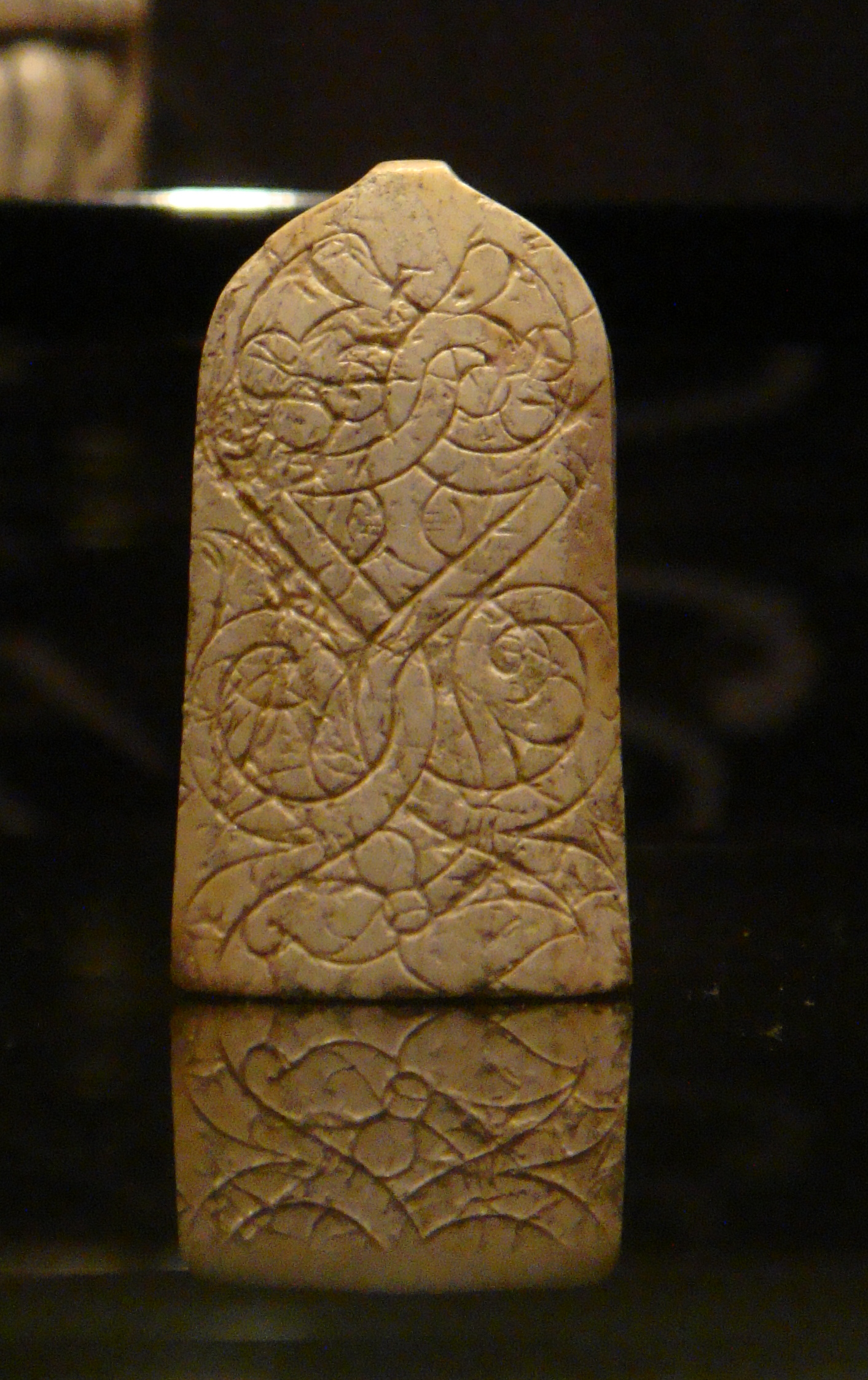
Pion

## Meer lezen
- Nancy Marie Brown: Ivory Vikings. New York. 2015. ISBN 978-1-137279378
- David H. Caldwell, Mark A. Hall, Caroline M. Wilkinson: The Lewis hoard of gaming pieces: a re-examination of their context, meanings, discovery and manufacture. In: Medieval archaeology. 53, 1, 2009, ISSN 0076-6097, S. 155–203.
- David H. Caldwell, Mark A. Hall, Caroline M. Wilkinson: The Lewis Chessmen Unmasked. The National Museum of Scotland, Edinburgh 2010, ISBN 978-1-905267-46-0.
- James Robinson: The Lewis Chessmen. British Museum Press, London 2004, ISBN 0-7141-5023-1.
- Neil Stratford: The Lewis Chessmen and the Enigma of the Hoard. British Museum Press, London 1997, ISBN 0-7141-0587-2